# جاي هيرد
جاي هيرد (بالإنجليزية: Jay Heard)‏ هو لاعب كرة قاعدة أمريكي، ولد في 17 يناير 1920 في أثينا في الولايات المتحدة، وتوفي في 18 نوفمبر 1999 في برمنغهام في الولايات المتحدة.

## وصلات خارجية
- جاي هيرد على موقعبيزبول رفرنس.كوم (الدوري الرئيسي) (الإنجليزية)
- جاي هيرد على موقعبيزبول رفرنس.كوم (الدوري الثانوي) (الإنجليزية)